# Comunidade Económica Africana
A Comunidade Econômica Africana (sigla CEA) é uma organização de Estados da União Africana, que estabelece fundamentos para o desenvolvimento econômico mútuo entre a maioria dos estados africanos. Os Estados-membros montam esforços para colaborar economicamente, mas é impedida por guerras civis em partes de África. Os objetivos da organização são: incluir a criação de zonas de comércio livre, uniões aduaneiras, de um mercado único, um banco central, uma moeda comum e, assim, estabelecer uma união econômica e monetária.

## Pilares da Comunidade Econômica Africana

Mapa com os atuais pilares da CEA.

Atualmente, existem vários blocos regionais em África, também conhecidos como Comunidades Econômicas Regionais (CER, abreviada), muitos dos quais têm sobreposição de afiliações. O CER consiste, principalmente, em blocos comerciais e, em alguns casos, alguma cooperação política e militar. A maioria destas CER's formam os "pilares" da CEA, muitos dos quais têm também uma sobreposição em alguns dos seus estados-membros. Devido a esta elevada porcentagem de sobreposição, é provável que alguns estados com várias associações acabará por cair fora de um ou mais CER's. Vários destes pilares, igualmente, podem conter subgrupos.
Estes pilares e os respectivos subgrupos são os seguintes:
| Pilares                                                                 | Subgrupos                                                                                         |
| ----------------------------------------------------------------------- | ------------------------------------------------------------------------------------------------- |
| Comunidade dos Estados Sahel-saarianos (CEN-SAD)                        |                                                                                                   |
| Mercado Comum da África Oriental e Austral (COMESA)                     |                                                                                                   |
| Comunidade da África Oriental (em inglês: East African Community - EAC) |                                                                                                   |
| Comunidade Econômica dos Estados da África Central (ECCAS / CEEAC)      | Comunidade Econômica e Monetária da África Central (CEMAC)                                        |
| Comunidade Econômica dos Estados da África Ocidental (CEDEAO)           | União Económica e Monetária da África Ocidental (UEMOA) Zona Monetária da África Ocidental (ZMAO) |
| Autoridade Intergovernamental para o Desenvolvimento (IGAD)             |                                                                                                   |
| Comunidade para o Desenvolvimento da África Austral (SADC)              | União Aduaneira da África Austral (UAAA)                                                          |
| União Árabe do Magrebe (UAM)                                            |                                                                                                   |

Em 10/06/2015, foi ratificado, em encontro da UA no Cairo, a união dos países que formam a COMESA, EAC e SADC para a formação de uma zona de livre comércio única, buscando um Mercado comum. Essa comunidade deve entrar em vigor em 2017, a chamada,
- Zona Tripartida de Livre Comércio (ZTLC)

Esse é, portanto, o primeiro passo de união dos pilares antes existentes, visando a unificação geral dos mercados africanos.